# Ванда Хамида
Ва́нда Хами́да (индон. Wanda Hamidah; род. 21 сентября 1977 года, Джакарта) — индонезийский политик, актриса, телеведущая и активистка. Депутат Джакартского городского Совета народных представителей (2009—2014).

## Ранние годы жизни и образование
Ванда Хамида родилась 21 сентября 1977 года в Джакарте в семье Мухаммада Хусейна бин Шейх Абу Бакара и его супруги Нини Ханифы. В 1995 году Государственную среднюю школу № 3. Училась на юридическом факультете Университета Трисакти, окончила его в 2000 году. В 2006 году получила степень магистра права в Университете Индонезии.

## Карьера
В возрасте 12 лет начала карьеру модели.
В 1998—1999 годах возглавляла студенческий совет Университета Трисакти. Была активной участницей студенческих демонстраций 1998 года, ставших одной из причин ухода в отставку президента Сухарто. Также была участницей трагических событий в своём университете, во время которых правительственные войска открыли огонь по протестующим студентам, убив несколько человек. После отставки Сухарто вступила в ряды новообразованной Партии национального мандата (ПНМ). По окончании вуза работала нотариусом в собственной конторе.
С 2000 по 2002 годы работала ведущей новостей на канале Metro TV (Indonesia).
В 2006—2010 годах Ванда была казначеем ПНМ, одновременно занимала пост заместителя генерального секретаря Национальной комиссии по защите детей. В 2009 году она была избрана в Джакартский городской Совет народных представителей от ПНМ. Вскоре после избрания она заявила о том, что после окончания своего мандата в Джакартском СНП планирует баллотироваться в национальный СНП.
Параллельно с работой в городском парламенте, Ванда начала карьеру в кино. В 2011 году она снялась в своём первом фильме «Бегущий за ветром» в роли Дакунты, матери главного героя — 18-летнего юноши, желающего стать профессиональным бегуном.
На президентских выборах 2014 года Ванда поддержала кандидатуру Джоко Видодо. За это её исключили из ПНМ, так как партия поддержала другого кандидата в президенты, Прабово Субианто. В связи с этим Ванда, к этому времени уже ушедшая из джакартского горсовета в связи с окончанием срока полномочий, выступила с резкой критикой городского СНП. Она заявила, что отдельные депутаты СНП фактически лишены права голоса: руководство фракций заставляет их голосовать в соответствии не с собственным желанием и с волей избирателей, а с интересами самого партийного руководства. Также она выступила против отмены прямых выборов губернатора Джакарты и его избрания депутатами СНП. Впоследствии Ванда вступила в Национально-демократическую партию, возглавив её джакартское отделение..
На парламентских выборах 2019 года Ванда баллотировалась в Совет народных представителей Индонезии в 1-м избирательном округе Джакарты (Восточная Джакарта), однако ей не удалось одержать победу.

## Личная жизнь
Ванда Хамида дважды была замужем. Брак с первым мужем, Сирилом Раулем Хакимом (индон. Cyril Raoul Hakim), продлился с 2001 по 2012 годы и закончился разводом. За нынешнего супруга, Даниэля Патрика Хади Шульдта (индон. Daniel Patrick Hadi Schuldt Ванда вышла замуж в 2015 году. У Ванды шесть детей — пять от первого мужа и один от второго.

## Фильмография
| Год  | Фильм                           | Роль           |
| ---- | ------------------------------- | -------------- |
| 2011 | Бегущий за ветром)              | Дакунта        |
| 2014 | Свет с Востока: Малуку — это я  |                |
| 2016 | Dear Love                       | Мать Райи      |
| 2019 | Несовершенство                  | Магда          |
| 2021 | Berhenti di Kamu                | Мать Гии       |
| 2021 | Serigala Langit                 | Пертиви        |
| 2022 | 17 Selamanya                    | Мать Путры     |
| 2022 | Atas Nama Surga                 | Ванда Махиндра |
| 2022 | Code Helix                      | Мать Рендры    |
| 2022 | Nagih Janji Cinta               | Миссис Рахаю   |
| 2023 | LDR: Love Distance Relationshi* |                |
| 2024 | Melodate                        | Мама Надия     |
| 2024 | Paku Tanah Jawa                 | Даюй           |
| 2024 | Rekaman Terlarang               |                |